# Khangai sum
Pour les articles homonymes, voir Khangai (homonymie).
Le sum de Khangai (mongol : ᠬᠠᠩᠭ᠋ᠠᠢ
ᠰᠤᠮᠤ, VPMC : qanggai sumu, cyrillique : хангай сум, MNS : Khangai sum), parfois translittéré en Khangay ou Khangaj) est situé dans l'aïmag d'Arkhangai, au Centre ouest de la Mongolie. Son nom provient du Khangai, biome montagneux de steppe boisé.